# ステレオタイプ脅威
ステレオタイプ脅威（ステレオタイプきょうい、英: stereotype threat）とは、自分が属する社会集団についての悪いステレオタイプを意識しすぎることで、実際にパフォーマンスが低下してしまう現象である。例えば、女子学生や黒人学生に「女性は数学が苦手」「黒人は白人より知的能力が低い」というステレオタイプを意識させると、意識させない学生よりも点数が低くなることが実験により証明されている。
これは、学業成績における人種と性別の長年の格差の一因であると言われている。このことが学問的文献に登場して以来、ステレオタイプ脅威は社会心理学の分野で最も広く研究されているトピックの一つとなっている。
ステレオタイプ脅威を増大させる状況的な要因には、取り組むものの難しさ、その取り組むものが自分の能力を測るものだという信念、取り組むものとステレオタイプの関連性などがある。このような状況下では、「自分がうまくやってみたいと思っていること」や「ステレオタイプのグループと強く同一視している場合」に、ステレオタイプ脅威の程度が高くなることがある。また、ネガティブなステレオタイプの集団との同一性による差別を予期している場合にも、これらの影響は増大する。ステレオタイプ脅威を繰り返し経験することは、自信の低下、パフォーマンスの低下、達成の関連領域への関心の喪失という悪循環を引き起こす可能性がある。 ステレオタイプの脅威は、ネガティブなステレオタイプの集団に属する個人のパフォーマンスの低下を示すと主張されてきた。また、公衆衛生における格差に影響を与える役割も示唆されている。
この理論によると、特定のグループに関して否定的なステレオタイプが存在すると、グループのメンバーは自分のパフォーマンスに不安を感じやすくなり、その結果、自分の能力を最大限に発揮することが妨げられる可能性があるという。 重要なことは、ステレオタイプが活性化されるためには、個人がそのステレオタイプを支持する必要はないということである。ステレオタイプの活性化によって誘発される不安がパフォーマンスを低下させるメカニズムは、ワーキングメモリ（特にワーキングメモリシステムの音韻的側面）を枯渇させることであるという仮説が立てられている。 ステレオタイプ脅威の反対は、ステレオタイプ・ブーストであり、これは、自分の社会集団に関する肯定的なステレオタイプにさらされることによって、人々が他の人よりも良いパフォーマンスを発揮するときである。 ステレオタイプ・ブーストの変種はステレオタイプ・リフトであり、これは、他の社会集団に関する否定的なステレオタイプにさらされることによって、人々がより良いパフォーマンスを達成するときである。
一部の研究者は、ステレオタイプ脅威を現実のパフォーマンス格差の要因として解釈すべきではないと示唆し、出版バイアスの可能性を提起している。ロンドンのキングスカレッジにある社会・遺伝・発達精神医学センターの講師であるスチュアート・リッチーによると、出版バイアス自体が政治的バイアスの直接的な根拠として解釈されるべきではないと述べつつ、心理学におけるリベラル・バイアスによって、それに沿わない結果が出たステレオタイプ脅威の研究が破棄された可能性について言及している。また、他の批判者は、大きな効果を示した初期の研究は誤解であると、かつて示されたものを修正することに焦点を当てている。しかし、メタアナリシスやシステマティックレビューでは、ステレオタイプ脅威の効果について有意な証拠が示されているが、この現象は過度に単純化された特徴付けに反している。近年行われたいくつかの研究では、ステレオタイプ脅威に関して再現をすることができなかった（再現性の危機）。また、ステレオタイプ脅威は人工的に形成された不自然な研究手法で実施された研究ではその現象が確認されたが、自然で現実的な場で行われた研究では現象が確認されなかった。